# Litsenbroder
Litser eller litsenbroder, også stavet lidsenbroder, lisenbroder og lissenbroder, er et gammelt ord for drager. Man kunne være litsenbroder ved en havn eller ved postvæsenet.
| Job | Spire Denne artikel om et job eller en stillingsbetegnelse er en spire som bør udbygges. Du er velkommen til at hjælpe Wikipedia ved at udvide den. |